# ورزشگاه کمیل اوجک غازی عینتاب
ورزشگاه کمیل اوجک غازی عینتاب (به ترکی استانبولی: Kamil Ocak Gaziantep Stadyumu) یک ورزشگاه چندمنظوره با گنجایش ۱۶٬۹۸۱ نفر در شهر غازی عینتاب کشور ترکیه است که بیشتر برای انجام مسابقات فوتبال مورد استفاده قرار می‌گیرد. در حال حاضر بازی‌های خانگی تیم فوتبال باشگاه فوتبال غازی عینتاب‌اسپور در این ورزشگاه برگزار می‌شود. این ورزشگاه به افتخار کمیل اوجک سیاست‌مدار ترکیه‌ای نامگذاری شده‌است.